# Mahmoud K. Muftić
Mahmoud Kamal Muftić (* 14. Januar 1919 in Sarajevo; † September 1971 in London) war ein bosnisch-muslimischer Biomediziner und politischer Aktivist mit engen Verbindungen zum kroatischen Nationalismus, Antikommunismus und zur panislamischen Bewegung. Neben seiner biomedizinischen Forschung, etwa zur Tuberkulosebehandlung und zu Infektionskrankheiten, verfolgte er auch parapsychologische und unkonventionelle Themen wie Hypnose, psychosomatische Medizin und metaphysische Phänomene. Er lebte zeitweise in Ägypten, Saudi-Arabien, dem Irak, Gaza, Westdeutschland, der Schweiz und Irland.

## Leben und Wirken

### Frühes Leben
Muftić wurde in Sarajevo in eine prominente bosnisch-muslimische Familie mit tiefen Wurzeln in der islamischen Gelehrsamkeit und der Sufi-Tradition geboren. Laut dem World Who’s Who in Science (1968) schloss er 1944 ein Medizinstudium an der Universität Zagreb ab und arbeitete unmittelbar nach dem Krieg von 1945 bis 1947 am Institut für Hygiene in Zagreb. Während des Zweiten Weltkriegs diente er offenbar als Arzt in der 13. Waffen-Gebirgs-Division der SS „Handschar“ (kroatische Nr. 1), wie auch Ian Johnson berichtet. Sein Vater, Saleh (oder Salih) Firuz Muftić, war ein islamischer Gelehrter, Lehrer an der Scharia-Hochschule in Sarajevo und veröffentlichte theologische Schriften unter dem Namen „Firuz“. Seine Mutter Umihana Vranić war eine angesehene islamische Lehrerin in Sarajevo. Die Familie Muftić aus Foča brachte zahlreiche islamische Würdenträger hervor – darunter Muftis, Scheichs, Muderisse und Imame – und verfügte über eine bedeutende Sammlung arabischer, osmanisch-türkischer und persischer Manuskripte, die 1960 zu großen Teilen an die Nationalbibliothek von Bosnien und Herzegowina verkauft wurde.

### Exil und islamistische Netzwerke
Wann und auf welchem Wege Muftić Jugoslawien verließ, ist nicht vollständig geklärt. Fest steht jedoch, dass er 1947 in Ägypten eintraf. Nach Angaben einiger Quellen gehörte er zu einer Gruppe von 135 bosnischen und albanischen Muslimen, denen auf Betreiben von Prinz Amr Ibrahim (1903–1977), einem Mitglied der ägyptischen Königsfamilie, Asyl gewährt wurde. In Ägypten fand Muftić rasch Anschluss an islamistische Kreise rund um die Muslimbruderschaft, mit der er bald eng zusammenarbeitete.
Zusammen mit anderen Mitgliedern der Muslimbruderschaft meldete sich Muftić freiwillig zum Dienst in der Arabischen Befreiungsarmee im Palästinakrieg von 1947–1948, wo er als Militärarzt tätig war. Laut dem Journalisten und Historiker Ian Johnson unterhielt Muftić zudem Verbindungen zu Mohammed Amin al-Husseini, dem ehemaligen Großmufti von Jerusalem und einflussreichen Akteur in der arabischen Nationalbewegung. Angeblich war er Major der libanesischen Armee sowie Major in Luburićs Einheit.
Am 22. Juni 1952 heiratete Muftić Isaad M. Atia, eine Ärztin und Anästhesistin aus einer angesehenen ägyptischen Familie mit besonderem Interesse an Hypnose. Gemeinsam veröffentlichten sie zwei Fachartikel zum Thema Hypnose, darunter die Studie „Hypnosis in the psychosomatic investigation of female homosexuality“ im British Journal of Medical Hypnotism (1957). Nach Muftićs Tod publizierte sie weiterhin im Journal of the American Institute of Hypnosis. Ein Artikel aus dem Jahr 1973 nennt ihre Qualifikationen als „M.B., B.Ch., D.A.“, also als approbierte Ärztin mit einem Diplom in Anästhesie. Aus der Ehe ging ein Sohn hervor, Nejad Muftić.
In Ägypten wurde Muftić Berichten zufolge ein enger Vertrauter von Said Ramadan, der laut mehreren Quellen ein Cousin seiner Ehefrau gewesen sein soll. Ramadan stieg in den 1950er-Jahren nach der Ermordung seines Schwiegervaters, des Begründers der Muslimbruderschaft Hassan al-Banna, zu einem führenden Kopf der Bewegung auf.

### Wissenschaftliche Karriere
Muftić veröffentlichte zwischen den 1950er- und 1970er-Jahren rund 50 wissenschaftliche Arbeiten in einem sehr breit gefächerten Spektrum von Forschungsgebieten, darunter Mikrobiologie, Pharmakologie, Hals-Nasen-Ohren-Heilkunde und medizinische Mykologie. Besonders hervorzuheben ist seine Arbeit zur Enzymologie von Tuberkulose-Erregern und zur Entwicklung von Wirkstoffen gegen Infektionskrankheiten. Ende der 1950er-Jahre wandte sich Muftić der medizinischen Mykologie zu und beschrieb die hefeähnliche Art Blastomyces cerolytica. Sein Autorenkürzel in der Botanik ist „Muftic“. Neben etablierten medizinischen Themen widmete er sich auch parawissenschaftlichen Bereichen wie Hypnose, psychosomatischer Medizin und „Aura“-Phänomenen. Zwischen den späten 1940er- und frühen 1960er-Jahren arbeitete er in verschiedenen Forschungsinstituten und Krankenhäusern in Saudi-Arabien, Ägypten, Irak und Palästina. 1960 zog Muftić von Gaza in die Bundesrepublik Deutschland, um am Forschungszentrum Borstel in Schleswig-Holstein zu arbeiten. Anschließend wurde er in West-Berlin Leiter der bakteriologischen Abteilung der Schering AG.

### Guerilla-Diplomatie und kroatischer Exilaktivismus
Muftić war zudem in exilpolitische Netzwerke eingebunden. Er vermittelte zwischen islamistischen Gruppen wie der Muslimbruderschaft und kroatischen Nationalisten und setzte sich für eine internationale Anerkennung eines unabhängigen kroatischen Staates ein. In den 1960er-Jahren war er ein sehr aktives Mitglied der Führung des Hrvatski narodni otpor (Kroatischer Volkswiderstand). Muftić leitete Anfang der 1960er Jahre eine Initiative des Kroatischen Nationalen Widerstands, um arabische Unterstützung für die Anerkennung eines kroatischen Exilstaats zu gewinnen und materielle Hilfe aus Saudi-Arabien im „Kampf gegen den Kommunismus und für die Befreiung Kroatiens“ zu sichern. Er führte Verhandlungen mit Saudi-Arabien mit dem Ziel, diese hypothetische Exilregierung als „islamischen Staat“ in die Arabische Liga aufzunehmen, ein Vorhaben, das beinahe erfolgreich gewesen wäre und im Rahmen einer Guerilla-Diplomatie im Nahen Osten in Zusammenarbeit mit der Muslimbruderschaft betrieben wurde. Said Ramadan schickte Muftić 1962 als seinen Stellvertreter zum World Muslim Congress im Irak, da er um seine eigene Sicherheit fürchtete; der Kongress wurde nämlich von Abd al-Karim Qasim, dem irakischen Diktator mit pro-sowjetischem Kurs, gesponsert.
Muftić verfolgte zudem den Plan, bosnische Exilanten zu bewaffneten Einheiten zusammenzufassen, die unter Anleitung der Muslimbruderschaft ausgebildet und für den Kampf gegen Jugoslawien eingesetzt werden sollten, ein Vorhaben, das jedoch scheiterte. Muftićs zunehmender Einfluss führte schließlich zu Spannungen mit Vjekoslav Luburić, nachdem Saudi-Arabien seine Ablösung durch Ibrahim Pirić-Pjanić als Voraussetzung für weitere Unterstützung verlangte. Daraufhin beschuldigte Luburić ihn der Spionage und behauptete, Muftić habe eingeräumt, für den britischen Geheimdienst tätig gewesen zu sein.

## Tod
Muftić starb 1971 unter ungeklärten Umständen in London. Verschiedene Quellen berichten von radioaktiver Vergiftung, möglicherweise infolge seiner Forschung oder im Zusammenhang mit politischen Feindseligkeiten. Manche vermuteten eine gezielte Vergiftung durch Geheimdienste.